# Petroquímica

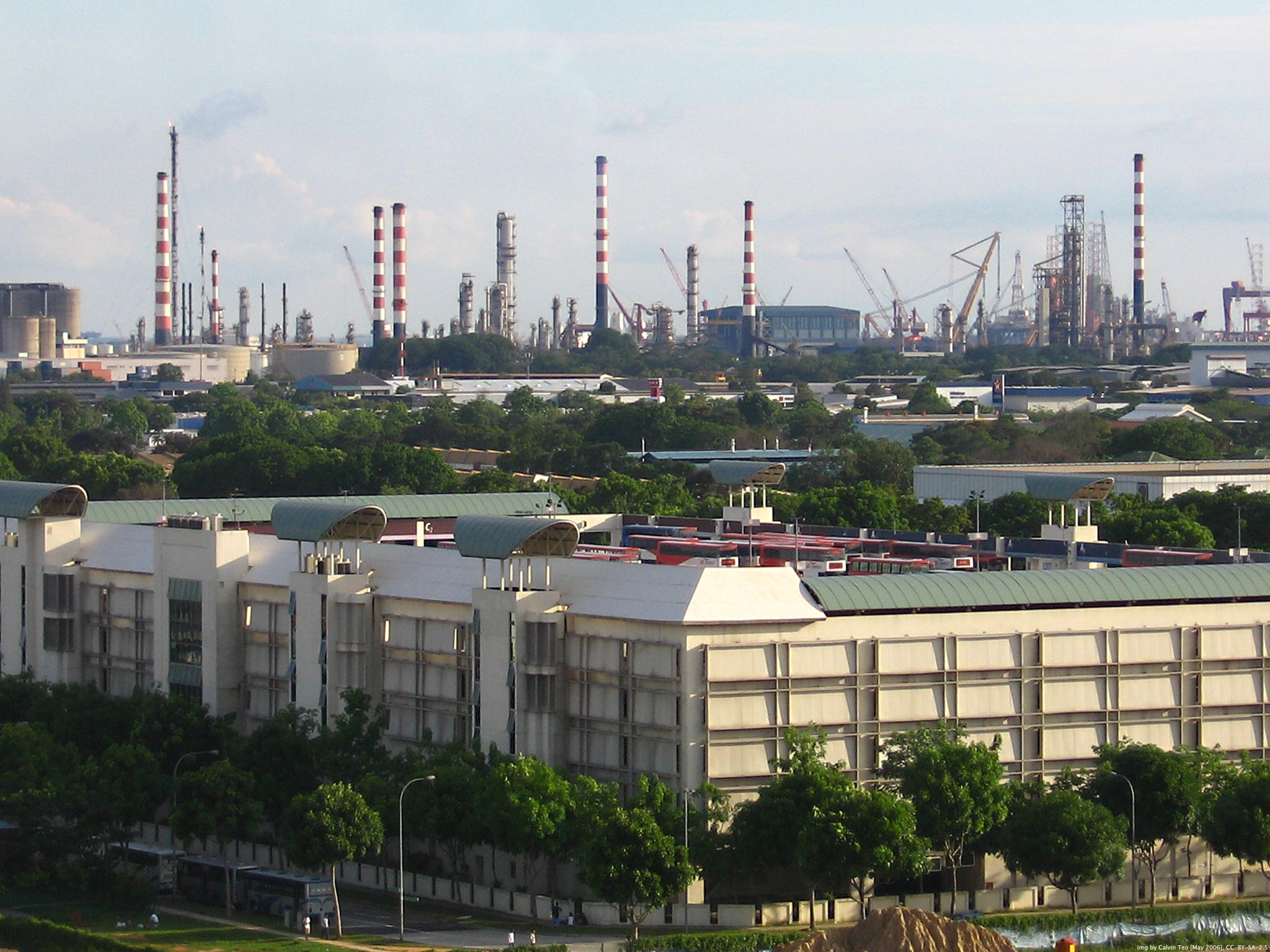
Vista d'una planta petroquímica a Singapur

La petroquímica és un conjunt de tècniques que tenen per objecte l'obtenció de productes químics per síntesi de productes derivats del petroli. És la branca de la química que estudia la transformació del petroli cru (petroli) i el gas natural en productes o matèries primeres útils.

## Productes obtinguts del petroli
Els productes químics obtinguts del petroli per refinació són els petroquímics (de vegades abreujats com a petchems. Alguns compostos químics derivats del petroli també s'obtenen d'altres combustibles fòssils, com el carbó o el gas natural, o de fonts renovables com el blat de moro, la fruita de la palma o la canya de sucre.
Les dues classes petroquímiques més comunes són les olefines (incloent-hi l'etilè i el propilè) i els aromàtics (incloent-hi els isòmers de benzè, toluè i xilè).
Les refineries de petroli produeixen olefines i aromàtics mitjançant el craqueig catalític fluid de les fraccions del petroli. Les plantes químiques produeixen olefines mitjançant el craqueig amb vapor de líquids de gas natural com l'etan i el propà. Els aromàtics es produeixen mitjançant el reformat catalític de la nafta. Les olefines i els aromàtics són els components bàsics d'una àmplia gamma de materials com ara dissolvents, detergents i adhesius. Les olefines són la base dels polímers i oligòmers utilitzats en plàstics, resines, fibres, elastòmers, lubricants i gels.
La producció mundial d'etilè va ser de 190 milions de tones i el propilè de 120 milions de tones el 2019. La producció d'aromes és d'aproximadament 70 milions de tones. Les indústries petroquímices més grans es troben als Estats Units ia Europa occidental ; no obstant això, el creixement important de la nova capacitat de producció es produeix a l'Orient Mitjà i Àsia. Hi ha un important comerç petroquímic interregional.
Els productes petroquímics primaris es divideixen en tres grups segons la seva estructura química :
- Les olefines inclouen etè, propè, butens i butadiè. L'etilè i el propilè són fonts importants de productes químics industrials i plàstics. El butadiè s'utilitza en la fabricació de cautxú sintètic.
- Els aromàtics inclouen el benzè, el toluè i els xilens, en conjunt anomenats BTX i obtinguts principalment de les refineries de petroli mitjançant l'extracció del reformat produït en reformadors catalítics mitjançant nafta obtinguda de les refineries de petroli. Alternativament, el BTX es pot produir per aromatització d'alcans. El benzè és una matèria primera per a colorants i detergents sintètics, i el benzè i el toluè per als isocianats MDI i TDI utilitzats en la fabricació de poliuretans. Els fabricants utilitzen xilens per produir plàstics i fibres sintètiques.
- El gas de síntesi és una barreja de monòxid de carboni i hidrogen que s'utilitza per produir metanol i altres productes químics. Els crackers de vapor no s'han de confondre amb les plantes de reformat de vapor utilitzades per produir hidrogen per a la producció d'amoníac. L'amoníac s'utilitza per fer el fertilitzant urea i el metanol s'utilitza com a dissolvent i intermedi químic.
- Metà, etan, propà i butans obtinguts principalment de plantes de processament de gas natural.
- Metanol i formaldehid.

L'any 2007, les quantitats d'etilè i propilè produïdes en els crackers de vapor van ser d'unes 115 Mt (megatones) i 70 Mt, respectivament. La capacitat de sortida d'etilè dels grans crackers de vapor oscil·lava entre 1,0 i 1,5 Mt per any.
El diagrama adjacent representa esquemàticament les principals fonts i processos d'hidrocarburs utilitzats en la producció de productes petroquímics.

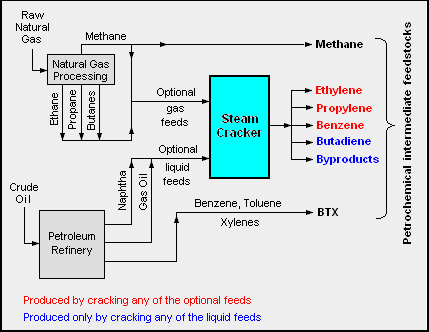
Fonts de matèries primeres petroquímiques

Igual que els productes químics bàsics, els productes petroquímics es fabriquen a molt gran escala. Les unitats de fabricació petroquímica es diferencien de les plantes químiques de productes bàsics perquè sovint produeixen una sèrie de productes relacionats. Compareu això amb la fabricació de productes químics especials i de química fina on els productes es fabriquen en processos per lots discrets.
Els productes petroquímics es fabriquen principalment en algunes ubicacions de fabricació d'arreu del món, per exemple a les ciutats industrials de Jubail i Yanbu a l'Aràbia Saudita, Texas i Louisiana als EUA, a Teesside al nord-est d'Anglaterra al Regne Unit, a Tarragona a Catalunya, a Rotterdam als Països Baixos, a Jamnagar, Dahej a Gujarat, Índia i Singapur. No tots els materials petroquímics o químics de productes bàsics produïts per la indústria química es fabriquen en un sol lloc, però sovint es fabriquen grups de materials relacionats en plantes de fabricació adjacents per induir la simbiosi industrial, així com l'eficiència dels materials i les utilitats i altres economies d'escala. Això es coneix en la terminologia de l'enginyeria química com a fabricació integrada. De vegades es troben empreses especialitzades i de química fina en llocs de fabricació similars als de petroquímics, però, en la majoria dels casos, no necessiten el mateix nivell d'infraestructura a gran escala (per exemple, canonades, emmagatzematge, ports i energia elèctrica, etc.) i, per tant, poden trobar-se en parcs empresarials multisectorials.
Les ubicacions de fabricació petroquímica a gran escala tenen grups d'unitats de fabricació que comparteixen serveis públics i infraestructures a gran escala com centrals elèctriques, dipòsits d'emmagatzematge, instal·lacions portuàries, terminals de carreteres i ferrocarrils. Al Regne Unit, per exemple, hi ha quatre ubicacions principals per a aquesta fabricació: prop del riu Mersey al nord-oest d'Anglaterra, a l'Humber a la costa est de Yorkshire, a Grangemouth prop del Firth of Forth a Escòcia i a Teesside com a part del Clúster de la indústria de processos del nord-est d'Anglaterra (NEPIC). Per demostrar l'agrupació i la integració, aproximadament el 50% de les substàncies químiques i petroquímiques del Regne Unit són produïdes per les empreses del clúster de la indústria NEPIC a Teesside.

## Tècniques
Hom pot classificar les tècniques petroquímiques en dos grans grups: processos d'obtenció de productes bàsics de síntesi i processos de fabricació de derivats dels productes bàsics anteriors. Dins el primer grup hom distingeix l'obtenció de l'hidrogen i del gas de síntesi, la fabricació d'olefines, d'acetilè, d'aromàtics i d'hidrocarburs de quatre carbonis. Per a l'obtenció d'hidrogen i de gas de síntesi hom parteix del gas natural als EUA i de la nafta a Europa i al Japó. Els processos emprats són els de reforming amb vapor d'aigua i el d'oxidació parcial.
El reforming amb vapor d'aigua es fonamenta en la reacció catalítica (amb catalitzador de níquel) i endotèrmica de l'hidrocarbur en fase gasosa amb el vapor d'aigua a 760-870 °C. La reacció té lloc en dues etapes dins uns forns tubulars, i hom n'obté una mescla de CO i H2, el gas de síntesi. L'oxidació parcial és una reacció no catalítica que hom efectua a una temperatura de 1.100 a 3.800 °C i a una pressió de 14 a 40 atm, i en la qual la càrrega (gas natural, nafta o, ocasionalment, una fracció més pesant) entra en el forn per un cremador especial juntament amb oxigen i vapor d'aigua. La reacció és una combustió incompleta en la qual hom obté el gas de síntesi. Hom sotmet la mescla de CO i H2 a un procés de conversió per tal d'aconseguir les proporcions adequades de cadascun dels components segons la finalitat que hom li vulgui donar. Aquesta conversió és produïda per reacció catalítica del CO amb el vapor d'aigua a 260 °C i en presència d'un catalitzador de coure o de ferro. El CO₂ obtingut és eliminat per rentatge amb sosa càustica o amb amines. Per a l'obtenció de les olefines hom parteix de l'età o del propà (o bé d'una mescla d'ambdós) als EUA i de les naftes a Europa i al Japó.

## Derivats
El procés d'obtenció és el craqueig tèrmic amb vapor d'aigua en un forn tubular de pas únic, a 800 °C i en fase gasosa. La reacció és fortament endotèrmica i hom dilueix la càrrega en vapor d'aigua que no intervé en la reacció. Dins el forn es produeixen reaccions de deshidrogenació i trencament molecular que donen un producte final amb una elevada proporció d'etilè si hom parteix de l'età, d'etilè i propilè si hom parteix del propà, i d'etilè, propilè i butandiè si hom parteix de les naftes. A la sortida del forn els gasos són refredats bruscament per tal d'interrompre la reacció i obtenir un rendiment elevat, i hom els renta per tal d'eliminar els components àcids. La separació té lloc per destil·lació fraccionada.
Per a la fabricació de l'acetilè hom parteix del metà, el qual, en un forn de rebliment refractari (procés cíclic), en un forn amb cremador especial (procés d'oxidació parcial) o en un forn d'arc elèctric, es converteix en acetilè a temperatures que oscil·len entre els 1 400 i els 1 600 °C. A la sortida del reactor els gasos es refreden bruscament i hom recupera l'acetilè per absorció selectiva amb aigua o cetona. Existeixen algunes variants d'aquests procediments, que permeten d'obtenir conjuntament etilè i acetilè en les proporcions desitjades. A les refineries, hom obté aromàtics en les unitats de reforming catalític i en les unitats de fabricació d'olefines que empren naftes com a primeres matèries. En ambdós casos els aromàtics formen part d'unes mescles complexes d'hidrocarburs, de les quals cal separar-los per destil·lació azeotròpica, per destil·lació extractiva o per extracció. En el primer cas hom empra la metil etil cetona o el nitrometà, que formen un azeotrop amb els aromàtics, el qual hom destil·la pel cap d'una columna de destil·lació; en el segon cas hom destil·la una mescla d'aromàtics amb fenol o cresol; per a l'extracció hom empra diòxid de sofre o dietilenglicol en medi aquós. Un cop obtingudes les mescles aromàtiques, hom els separa per destil·lació fraccionada o per absorció. Hi ha també processos que permeten d'obtenir un aromàtic a partir d'un altre compost del mateix grup (metilació, hidrodesalquilació, transalquilació, isomerització, etc.).
Hom troba els hidrocarburs de quatre carbonis en el gas natural i en els gasos de refineria (butans), com a subproducte en la fabricació d'olefines (butandiè) o bé com a efluents del craqueig tèrmic o catalític (butens). A Europa i al Japó hom obté el butandiè a les unitats d'obtenció d'olefines per destil·lació extractiva amb furfural, acetonitril o altres agents de destil·lació, o bé per absorció amb acetat de coure i amoni; als EUA hom l'obté per deshidrogenació catalítica del butè i del butà, per oxideshidrogenació dels butilens o per oxidació parcial amb aire. A partir de tots aquests productes bàsics hom obté nombrosos productes derivats per mitjà de procediments diversos. Del gas de síntesi hom obté el metanol per reacció del gas amb una proporció hidrogen/diòxid de carboni de 2,25, en presència d'òxid de crom i de zinc; l'amoníac per reacció catalítica de l'hidrogen amb nitrogen atmosfèric; el formol per deshidrogenació i oxidació parcial del metanol en presència d'un catalitzador d'argent o per oxidació del metanol en presència de molibdat de ferro, i la urea per reacció d'amoníac amb gas carbònic. De l'etilè hom obté l'etanol per absorció amb àcid sulfúric i hidròlisi posterior o bé per hidratació catalítica amb àcid fosfòric; l'acetaldehid per oxidació en fase líquida catalitzada amb clorur de pal·ladi i amb clorur cúpric com a oxidant; l'òxid d'etilè per reacció amb oxigen en presència d'un catalitzador d'argent; el clorur de vinil per cloració o oxicloració catalitzada per clorur cúpric; els polietilens d'alta i de baixa densitat per polimerització catalítica, i l'acrilonitril per reacció d'òxid d'etilè i cianhídric, en presència d'àlcalis, i deshidrogenació en presència d'alúmina. Del propilè hom obté l'òxid de propilè per tractament amb àcid hipoclorós i hidròlisi posterior; l'acroleïna per oxidació amb aire en presència d'òxid de coure i de molibdè; l'isopropanol per reacció amb sulfúric o per hidratació directa amb catalitzador homogeni; l'acetona per deshidrogenació de l'isopropanol en presència d'un catalitzador de coure; la glicerina per cloració i posterior saponificació amb sosa o per reacció de l'acetaldehid amb l'òxid de propilè (o bé a partir de l'acroleïna per reacció amb peròxid d'hidrogen o per tractament amb àcid hipoclorós i posterior saponificació); els butanols per síntesi oxo amb un catalitzador de cobalt-carbonil; el cumè per alquilació de benzè amb propilè i clorur alumínic o àcid fosfòric; el pilipropilè per polimerització catalítica, i l'acrilonitril per oxidació en presència de fosfomolibdat de bismut i urani.
De l'acetilè hom obté el clorur de vinil per reacció amb clorur d'hidrogen en presència de carbó actiu impregnat de clorur mercúric; l'acrilonitril per addició de cianur d'hidrogen; l'acetaldehid per hidratació de l'acetilè; l'àcid acètic per oxidació de l'acetaldehid amb aire o oxigen en presència d'acetat de cobalt o de manganès, i l'anhídrid acètic per oxidació de l'acetaldehid amb acetats de coure, cobalt o manganès. Del butilè i del butandiè hom obté el cautxú sintètic SBR, copolímer del butandiè i l'estirè; el buna N, cautxú sintètic copolímer del butandiè i l'acrilonitril; el polibutandiè, polímer estereoespecífic del butandiè; l'hexametilendiamina a base de niló 66 i niló 6/10; l'isoprè a partir d'isobutè i formol, i el cautxú butil a partir del butilè. Els derivats aromàtics més importants són l'estirè, que hom obté per deshidrogenació de l'etilbenzè; el fenol, produït per oxidació del cumè; el ciclohexà, que hom obté per hidrogenació del benzè en presència d'un catalitzador de níquel o de platí; el nitrobenzè, producte de la nitració del benzè amb una mescla sulfonítrica; l'anilina, obtinguda per reducció del nitrobenzè o per reacció de fenol i amoníac; l'anhídrid ftàlic, que hom obté per oxidació del naftalè o de l'ortoxilè; l'àcid tereftàlic, produït a partir del toluè o de xilens per oxidació amb àcid nítric, i el dodecilbenzè, que hom obté per reacció del benzè i el tetrapropilè en presència de clorur d'alumini. Finalment, el fum d'estampa és el producte de la combustió incompleta de metà o olis en uns forns especials.